# Sede direzionale AEM

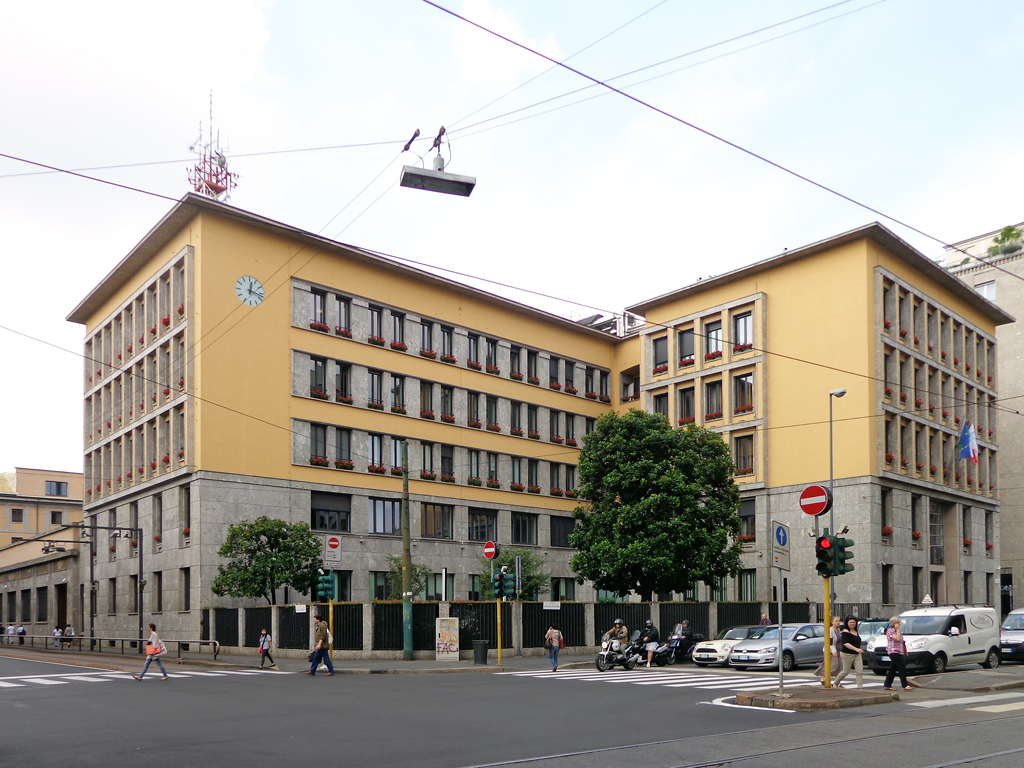
Vista della facciata principale dal lato nord-est

La sede direzionale AEM è un edificio storico di Milano che ospita gli uffici dell'ex Azienda Elettrica Municipale (AEM, ora A2A), sito nel centro della città in corso di Porta Vittoria al civico 4.

## Storia
L'edificio venne progettato nell'immediato dopoguerra dall'architetto Antonio Cassi Ramelli, come sede dell'Azienda Elettrica Municipale (AEM).
Il nuovo edificio inglobò alcune parti dell'antico Luogo Pio Trivulzio, semidistrutto dai bombardamenti del 1943, che già dal 1910 ospitava gli uffici dell'AEM.
La costruzione iniziò nel 1947 e si concluse l'anno successivo.

## Descrizione
Il complesso occupa un intero isolato, delimitato da corso di Porta Vittoria e dalle vie Francesco Sforza, San Giovanni in Conca e della Signora.
L'ingresso principale prospetta sul corso di Porta Vittoria, sull'ala dell'edificio costruita ex novo; le parti restanti, al contrario, inglobano alcuni frammenti della costruzione preesistente, sopravvissuti agli eventi bellici.
L'ala di nuova costruzione ha pianta in forma di “L”, che delimita un piccolo spazio verde, struttura portante in calcestruzzo armato, e conta cinque piani fuori terra.
Le facciate sono bipartite fra un basamento rivestito in marmo e il volume superiore, in intonaco tinteggiato in colore giallo-ocra, analogamente all'adiacente palazzo Sormani. Le finestre dei piani superiori sono inquadrate in una griglia rivestita in pietra, secondo un disegno che denuncia influenze perretiane.
I corpi laterali presentano facciate di disegno più semplice, per la necessità di integrare i frammenti sopravvissuti della costruzione preesistente, ma anche perché la sezione ristretta delle strade su cui prospettano obbliga ad una visione di scorcio.
Gli interni vennero progettati con spazi ampi, suddivisibili a piacere mediante pareti mobili; sul tetto fu prevista una terrazza panoramica con vista sulle guglie del Duomo, che tuttavia venne chiusa al pubblico dopo pochi anni.